# Regeringsformatie België 1936
Na de verkiezingen voor het Belgisch Parlement op 24 mei 1936 ging de formatie van een nieuwe Belgische regering van start. De formatie duurde 20 dagen en leidde tot de vorming van de regering-Van Zeeland II.

## Verloop van de formatie

### Aanloop naar de formatie
Op 24 mei 1936 vonden parlementsverkiezingen plaats, in een periode van zware economische crisis. De traditionele partijen, die deel uitmaakten van de regering-Van Zeeland I,   kregen zware klappen: de Katholieke Unie, bij de vorige verkiezingen in 1932 nog de grootste partij, verloor maar liefst tien procent, behaalde nog 27,6 procent van de stemmen en moest haar positie als grootste partij afstaan aan de socialistische BWP-POB, die 32 procent behaalde, maar ook vijf procent verloor. De derde traditionele partij, de Liberale Partij, daalde van 14 naar 12,4 procent. De grote winnaars waren de radicale partijen: Rex, de fascistische partij onder leiding van Léon Degrelle, behaalde bij zijn eerste verkiezingsdeelname meteen bijna 11,5 procent van de stemmen, het Vlaams-nationalistische VNV ging een procent vooruit en mocht 7 procent van de stemmen optekenen en de communistische KPB-PCB behaalde 6 procent, een verdubbeling van haar resultaat in 1932.
Op 26 mei bood premier Paul van Zeeland (katholiek) aan koning Leopold III het ontslag van zijn regering aan, waarna de regering-Van Zeeland I belast werd met de afhandeling van de lopende zaken. De volgende dag begon de koning aan zijn raadplegingen met het oog op de regeringsvorming: die dag kwamen de socialistische politici Emile Vandervelde (partijvoorzitter), Paul-Henri Spaak (minister van Verkeerswezen), Hendrik de Man (minister van Openbare Werken), Arthur Wauters (politiek directeur van de socialistische krant Le Peuple) en Camille Huysmans (voormalig minister) en Kamervoorzitter Jules Poncelet op audiëntie. Later die dag werden ook nog Senaatsvoorzitter Maurice August Lippens, de katholieke ministers Philip Van Isacker (Economische Zaken), August de Schryver (Landbouw) en Charles du Bus de Warnaffe (Binnenlandse Zaken) en Charles d'Aspremont Lynden, voorzitter van de Federatie van Katholieke Kringen en Conservatieve Verenigingen, de conservatieve vleugel van de Katholieke Unie, ontvangen. Op 28 mei werden de liberale politici Paul-Emile Janson (voormalig minister van Justitie), Paul Hymans (minister zonder Portefeuille) en Marcel-Henri Jaspar (Kamerlid), Adolphe Max (voorzitter van de liberale Kamerfractie) en Léon Dens (partijvoorzitter) geraadpleegd, alsook REX-leider Léon Degrelle en VNV-leider Staf de Clercq. De volgende dag was het beurt aan Hendrik Borginon, Kamerfractieleider van het VNV, Joseph Jacquemotte, secretaris-generaal van de KPB-PCB, de liberale politici Albert Devèze (minister van Landsverdediging), Octave Dierckx (Senaatsfractieleider), Emile Jennissen (Kamerlid) en François Bovesse (minister van Openbaar Onderwijs) en voormalig eerste minister Henri Jaspar (katholiek). Op 30 mei consulteerde de koning oud-premier Charles de Broqueville (katholiek), Frans Van Cauwelaert, voorzitter van de Katholieke Vlaamse Kamergroep en de voormalige katholieke minister Hendrik Heyman, voorzitter van de christelijke arbeidersbeweging ACW en op 1 juni voltooide de koning zijn consultaties met de ontvangst van Henri Carton de Wiart, voorzitter van de katholieke Kamerfractie, gewezen eerste minister Georges Theunis (katholiek).

### Informateur Emile Vandervelde (2 juni - 5 juni 1936)

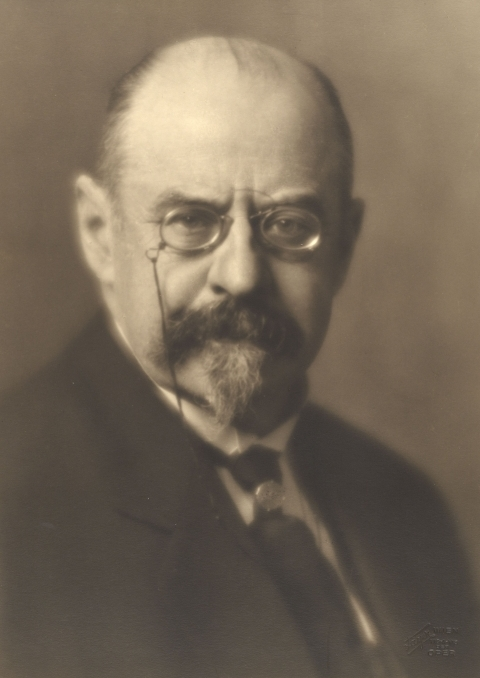
Emile Vandervelde.

Op 1 juni werd ontslagnemend premier Paul van Zeeland aangezocht om een regering te vormen, maar hij wees het aanbod van de koning af, omdat hij vond dat het niet aan hem toekwam om een regering op de been brengen, daar hij zichzelf niet als politicus beschouwde. De volgende dag werd BWP-POB-voorzitter Emile Vandervelde als leider van de grootste partij het veld ingestuurd als informateur. Hij diende de koning in te lichten over de voorwaarden waaronder een regering van nationale eenheid (katholieken, liberalen en socialisten) kon worden samengesteld, onder leiding van een persoonlijkheid die behoorde tot de grootste parlementaire fractie (een socialist). Op 3 en 4 juni voerde Vandervelde raadplegingen met verschillende katholieke, socialistische en liberale politici

### Formateur Emile Vandervelde (6 juni - 8 juni 1936)
De dag daarna diende hij bij de koning zijn eindverslag in. Vervolgens kreeg Vandervelde het aanbod om een regering te vormen. Hij vroeg bedenktijd om zijn partij te raadplegen en nadat die het licht op groen zette, aanvaardde Vandervelde op 6 juni zijn opdracht als formateur. Dezelfde dag nog overhandigde Vandervelde zijn voorstellen omtrent het regeringsprogramma aan Hubert Pierlot, voorzitter van de Katholieke Unie, en Adolphe Max, voorzitter van de liberale Kamerfractie. Op 8 juni kreeg Vandervelde een antwoord van de katholieken en de liberalen: de katholieken waren tegen een regering onder leiding van een socialist en vonden dat de regering geleid moest worden door een niet-politieke personaliteit, zoals uittredend eerste minister Paul van Zeeland. De liberalen hadden dan weer geen probleem met een socialistische premier, maar gaven aan dat ook hun voorkeur was om een politieke buitenstaander de regering te laten leiden. Vervolgens diende Vandervelde zijn ontslag in als formateur.

### Formateur Paul van Zeeland (9 juni - 14 juni 1936)

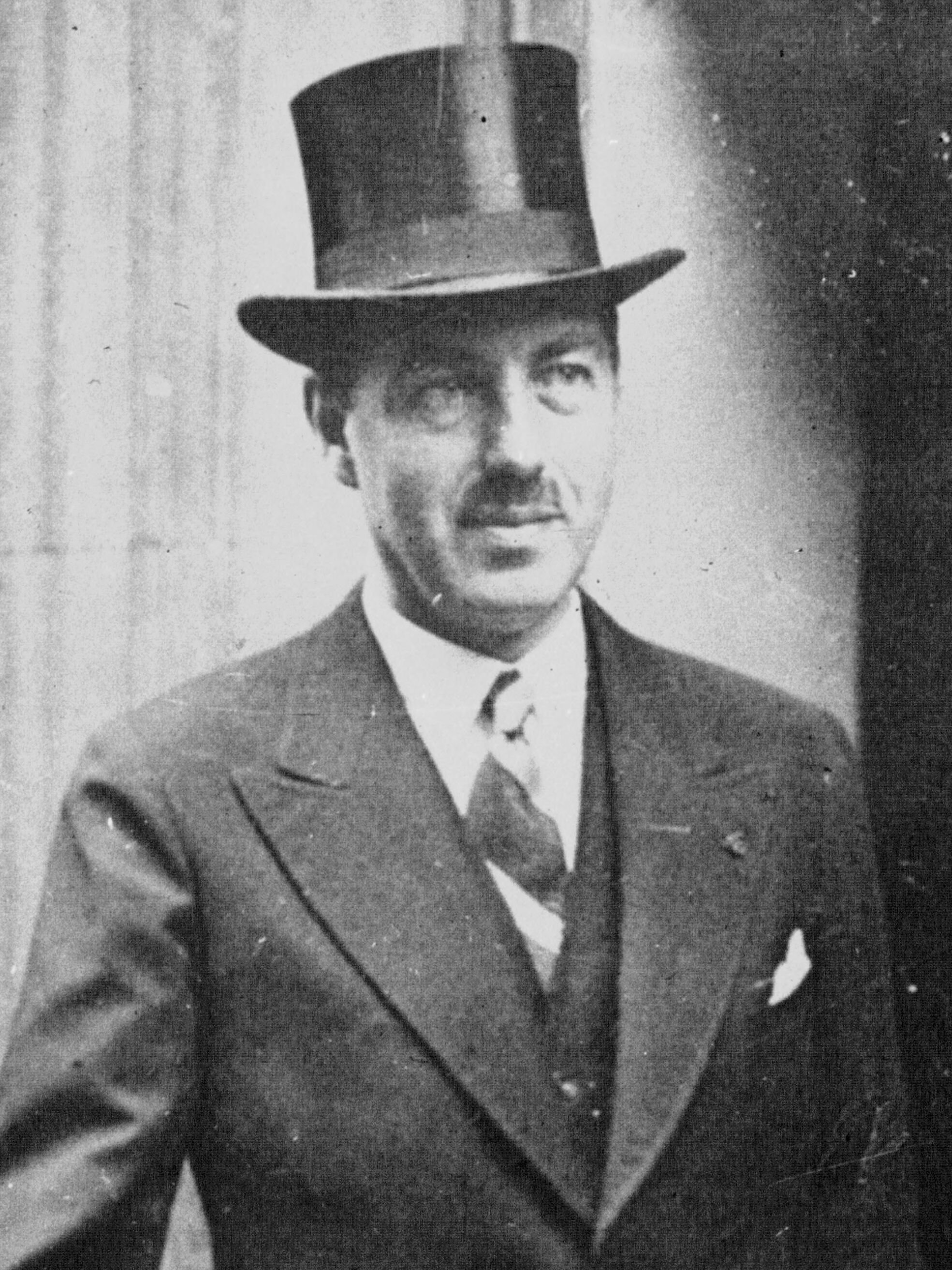
Paul van Zeeland.

Omdat zowel de katholieken als liberalen impliciet hadden aangegeven dat ze van Zeeland opnieuw als premier wilden, werd hij dezelfde dag nog aangezocht als formateur. Van Zeeland vroeg bedenktijd gezien hij eerder een formatieopdracht had afgewezen, maar ging op 9 juni alsnog akkoord om een regering te vormen. Dezelfde dag nog ontving hij delegaties van de katholieken (voorzitter Hubert Pierlot en fractievoorzitters Henri Carton de Wiart en Cyrille Van Overbergh), de socialisten (voorzitter Emile Vandervelde en ministers Hendrik de Man en Paul-Henri Spaak) en de liberalen (voorzitter Léon Dens en fractievoorzitters Adolphe Max en Octave Dierckx) om zijn regeerprogramma voor te leggen, waarmee de partijen zich in grote lijnen akkoord verklaarden. De volgende dag raadpleegde van Zeeland verschillende politici: enerzijds om hun houding te kennen over de vraagstukken waarover nog geen akkoord was bereikt (met name de culturele autonomie en het legerbeleid), anderzijds om te vragen of ze bereid waren om als minister hun medewerking te verlenen aan de nieuwe regering. Op 11 juni kwam het tot een botsing tussen de formateur, de katholieken en liberalen enerzijds en de socialisten anderzijds. Daarbij speelden drie zaken mee:
- De socialisten eisten zes ministerposten, terwijl van Zeeland er voor hen slechts vijf voorzag.
- De socialisten wilden dat het sociale luik van het regeerprogramma zou worden aangepast, omdat dat volgens hen te weinig sociale hervormingen bevatte. Zo was er onder andere geen sprake van de invoering van een werkweek van veertig uur.
- De socialisten wilden pas in een regering stappen als de socialistische partijraad daarvoor haar toestemming gaf. De andere partijen vonden dat onaanvaardbaar.

Omdat niemand wilde inbinden, kwamen de onderhandelingen op een dood spoor. Als gevolg hiervan bood van Zeeland zijn ontslag als formateur aan bij de koning. De koning hield het ontslag in beraad en hield audiënties om de regeringsvorming weer op gang te trekken: hij ontving achtereenvolgens Emile Vandervelde, Philip Van Isacker, Paul-Henri Spaak, Adolphe Max en Hubert Pierlot. Op 12 juni voerde van Zeeland overleg met de socialisten in verband met de aan de gang zijnde grote stakingen van de vakbonden voor meer sociale rechten, waarbij door van Zeeland met de toestemming van de andere partijen enkele toegevingen werden gedaan: zo werden de socialisten de invoering van een veertigurige werkweek en een verplichte pensioenstelling voor arbeiders op 65 jaar toegezegd en kregen ze zes ministerposten in de regering. Verder werd overeengekomen om de koopkracht te verhogen en de levensstandaard te verbeteren door loonstijgingen door te voeren en om de politiek van grote openbare werken om werkloosheid tegen te gaan voort te zetten. Op het vlak van onderwijs, culturele autonomie en het legerbeleid werd beslist om het bestaande beleid te handhaven. Hierdoor konden de onderhandelingen hervat worden en zette van Zeeland zijn formateursopdracht verder. Op 13 juni werd een akkoord bereikt over de verdeling van de ministerportefeuilles, waarna van Zeeland dezelfde dag nog de namen van de 15 ministers van de regering-Van Zeeland II bekendmaakte. Op 14 juni legden de ministers de eed af. Tien dagen later, op 24 juni, werd in de Kamer de regeerverklaring voorgelezen, in het Frans door premier Paul van Zeeland en in het Nederlands door minister van Financiën Hendrik de Man. Op 2 juli lazen in de Senaat minister van Openbaar Onderwijs Julius Hoste (liberaal) en minister van Volksgezondheid Emile Vandervelde de regeerverklaring voor: de eerste in het Nederlands, de tweede in het Frans. Op 29 juni 1936 gaf de Kamer haar vertrouwen aan de regering, op 9 juli volgde de Senaat.
1919 · 1920 · 1921 · 1923 · 1924 · 1925 · 1926 · 1927 · 1929 · 1931 · mei 1932 · okt. 1932 · dec. 1932 · jun. 1934 · nov. 1934 · 1935 · 1936 · 1937 · 1938 ·  feb. 1939 · apr. 1939 · 1940 · 1944 · 1945 · feb-mrt 1946 · jul-aug 1946 · 1947 · 1948 · 1949 · jun 1950 · aug 1950 · 1952 · 1954 · jun. 1958 · nov. 1958 · 1961 · 1965 · 1966 · 1968 · 1971/72  · 1972/73 · 1974 · 1977 · 1978 · 1978/79 · apr.-mei 1980 · okt. 1980 · apr. 1981 · nov.-dec. 1981 · 1985 · oktober 1987 · 1987/88 · 1991/92 · 1995 · 1999 · 2003 · 2007 · 2008 · 2010/11 · 2014 · 2019/20 · 2024/25